# Le Plessis-Hébert
Le Plessis-Hébert település Franciaországban, Eure megyében. Lakosainak száma 402 fő (2022. január 1.). Le Plessis-Hébert Boisset-les-Prévanches, La Boissière, Caillouet-Orgeville, Fains, Gadencourt, Merey és Pacy-sur-Eure községekkel határos.

## Népesség
A település népességének változása:
| Lakosok száma | 201  | 258  | 318  | 403  | 396  | 393  | 400  | 402  | 399  | 402  |
|               | 1968 | 1982 | 1990 | 2006 | 2013 | 2015 | 2017 | 2019 | 2020 | 2022 |